# Gitaroo Man
Gitaroo Man (ギタルマン Gitaru Man?) är ett rytm-/musikspel som är utvecklat av Koei och iNiS till Playstation 2. Spelet släpptes till Playstation Portable under namnet Gitaroo Man Lives! (ギタルマンライブ! Gitaru Man Raibu!?) fem år efter att originalet släpptes i Japan.
Spelet vann första priset i Guldpixeln 2002 under kategorin "Årets musikspel".

## Gitaroo Man Lives!
Gitaroo Man Lives! (ギタルマンライブ! Gitaru Man Raibu!?) är en remake till Playstation Portable. Denna version innehåller mer material än originalversionen.

## Soundtrack
År 2001 släpptes ett soundtrack till spelet, vid namn Gitaroo Man Original Soundtrack, som innehåller de flesta låtarna från spelet.
| 1.           | Soft Machine (Opening Theme)                                 | 4:15  |
| 2.           | Boogie for an Afternoon                                      | 2:01  |
| 3.           | Twisted Reality                                              | 3:28  |
| 4.           | Flyin' To Your Heart                                         | 3:59  |
| 5.           | 'Bee' Jam Blues                                              | 4:22  |
| 6.           | VOID                                                         | 1:55  |
| 7.           | Nuff Respect featuring 'NAHKI'                               | 4:51  |
| 8.           | The Legendary Theme (Acoustic Version)                       | 2:39  |
| 9.           | Born To Be Bone                                              | 3:45  |
| 10.          | Tainted Lovers                                               | 4:07  |
| 11.          | Overpass                                                     | 1:51  |
| 12.          | The Legendary Theme (Album Version)                          | 3:20  |
| 13.          | Resurrection                                                 | 3:55  |
| 14.          | 21 Century Boy (Ending Theme)                                | 3:05  |
| 15.          | Bonus: Twisted Reality (Ropeland Mix)                        | 3:30  |
| 16.          | Bonus: The Legendary Theme (Acoustic Version - Ropeland Mix) | 3:37  |
| 17.          | Bonus: The Legendary Theme (Album Version - Ropeland Mix)    | 3:22  |
| 18.          | Bonus: Resurrection (Ropeland Mix)                           | 4:01  |
| Total längd: | Total längd:                                                 | 62:03 |